# テレムンド
テレムンド（Telemundo）は、アメリカ合衆国のスペイン語テレビ局。

1999-2012から使用ロゴ

2012-2018から使用ロゴ

## 概要
1954年3月28日、プエルトリコのサンフアンにWKAQ-TVを開局。ムンドはスペイン語でワールド（世界）を意味している。2002年にはNBCユニバーサルに買収。

## 主な番組
- 12 Corazones（トーク番組）
- El Maravilloso Mundo de Disney（ディズニー映画を放送）
- サンデーナイトフットボール（NFL中継、NBCとのサイマル放送）